# アレン・J・スコット
アレン・ジョン・スコット（Allen John Scott、1938年 - ）は、イギリス出身の経済地理学者、カリフォルニア大学ロサンゼルス校名誉教授。カリフォルニア大学ロサンゼルス校の地理学および公共政策の教授を務め、2013年に引退した。
エドワード・ソジャとともに、都市研究におけるロサンゼルス学派の中心人物の一人とされる。
日本語では、A・J・スコット、アレン・スコット、 アラン・J・スコット、アラン・スコット、などと表記されることがある。

## 経歴
1938年にイングランドのリヴァプールに生まれたスコットは、カーライルで育った。オックスフォード大学のセント・ジョンズ・カレッジを1961年に卒業し、次いで、アメリカ合衆国のノースウェスタン大学において、1962年にアフリカ研究によりMA、1965年に地理学でPhDを取得した。スコットは、ペンシルベニア大学、ユニヴァーシティ・カレッジ・ロンドン、トロント大学、パリ大学、香港大学の教員を歴任し、1981年以降は、カリフォルニア大学ロサンゼルス校で、公共政策部門と地理学部門を兼任する特別教授となった。

## 受賞と栄誉
- フランス、大学諮問委員会（Comité consultatif des universités：大学評議会（フランス語版） (CNU) の前身）、連携教授 (Professeur associé)、1974年 - 1975年。
- 香港大学、クラウチャー・フェロー (Croucher Fellow)、1984年。
- 米国科学アカデミー、中華人民共和国との学術交流援助による、客員交換研究者、1986年。
- グッゲンハイム奨励金、1986年 - 1987年。
- アメリカ地理学会、栄誉賞、1987年。
- イギリス学士院フェローに選出、1999年。
- パリ、政治学院、アンドレ・シーグフリード（フランス語版）講座教授、1999年。
- ヴォートラン・ルッド国際地理学賞（フランス語版）、2003年。
- ベルファスト、クイーンズ大学ファースト・トラスト・バンク（英語版）・イノベーション講座教授、2004年。
- トゥールーズ＝ル・ミライユ大学（université de Toulouse-Le Mirail：トゥールーズ・ジャン・ジョレス大学の前身）ピエール・ド・フェルマー講座特別教授、2005年。
- マンチェスター大学、環境・開発学部、ホールズワース客員教授 (Hallsworth Visiting Professorship)、2006年。
- アムステルダム大学、ウィバウト講座教授 (Wibaut Chair)、2006年。
- 著書『On Hollywood: the Place, the Industry』で、メリディアン著作賞 (Meridian Book Prize) を受賞、2006年。
- 学術著書の公刊による映画産業研究への貢献に対し、キャロル・アンド・ブルース・マレン生涯功労賞 (Carol and Bruce Mallen Lifetime Achievement Award) を受賞、2008年。
- シンガポール大学、アイザック・マナセー・マイヤー・フェローシップ (Isaac Manasseh Meyer Fellowshi)、2009年。
- スウェーデン人類学・地理学会（英語版） (Svenska Sällskapet för Antropologi och Geografi) によるアンデシュ・レチウス（英語版）金メダルを、スウェーデン国王カール16世グスタフから受賞、2009年。
- イェーナ大学、名誉博士、2011年[9]。
- マレーシア、クアラルンプール、マラヤ大学、アカデミック・アイコン (Academic Icon)、2012年。
- ネオラテン語経済学会賞 (Prix de l'Association des Economistes de Langues Néolatines)、2013年。
- 欧州アカデミー（英語版）に選出、2013年。
- 地域学会（英語版）、サー・ピーター・ホール（英語版）賞、2013年。

## おもな著書

### 単著
- Combinatorial Programming, Spatial Analysis and Planning, London: Methuen, 1971.
- The Urban Land Nexus and the State, London: Pion, 1981
- Metropolis: From the Division of Labor to Urban Form, Berkeley and Los Angeles: University of California Press, 1988.
  - 日本語訳：（水岡不二雄監訳）『メトロポリス：分業から都市形態へ』、古今書院、1996年
- New Industrial Spaces: Flexible Production Organization and Regional Development in North America and Western Europe, London: Pion, 1988.
- Technopolis: High-Technology Industry and Regional Development in Southern California, Berkeley and Los Angeles: University of California Pres, 1993.
- Regions and the World Economy, (Oxford University Press, 1998)
- The Cultural Economy of Cities, London: Sage 2000.
- On Hollywood: The Place, the Industry, Princeton University Press, 2005.
  - 日本語による書評：長尾謙吉「アラン・J・スコット『ハリウッドについて -場所、産業-』」『文化経済学』第5巻第1号、2006年、137-139頁。 NAID 130000963443
- Geography and Economy (Clarendon Lectures in Geography and Environmental Studies), Oxford: Oxford University Press, 2006.
- Social Economy of the Metropolis: Cognitive-Cultural Capitalism and the Global Resurgence of Cities, Oxford: Oxford University Press, 2008.
- A World in Emergence: Cities and Regions in the 21st Century, Cheltenham: Edward Elgar, 2012.

### 編著
- Global City-Regions: Trends, Theory, Policy, Oxford: Oxford University Press, 2001.
  - 日本語訳：（坂本秀和訳）『グローバル・シティー・リージョンズ』、ダイヤモンド社、2004年

### 日本語訳のある論文
- Harvey, David; Allen Scott (1989). “The Practice of Human Geography : Theory and Empirical Specificity in the Transition from Fordism to Flexible Accumulation”. In Macmilan,B.. Remodeling Geography. Basil Blackwel. pp. 217-229
  - 日本語訳：デイヴィド・ハーヴェイ、アラン・スコット（鶴田英一 訳）「人文地理学の実践 : フォード主義からフレキシブルな蓄積への移行における理論と経済的特性」『理論地理学ノート』第10号、空間の理論研究会、1997年12月25日、63-71頁。 NAID 120005666753
- “Globalization and the Rise of City-Regions”. European Planning Studies 9 (7):  813-826. (2001).
  - 日本語訳：アラン・スコット、（本田浩邦、鈴木秀男 訳）「グローバリゼーションと都市地域の出現」『空間・社会・地理思想』第9号、2004年、72-82頁。 NAID 120004427103